# Persone di nome Richard/Calciatori
| Questa pagina contiene informazioni ricavate automaticamente dalle voci biografiche con l'ausilio del template Bio e di un bot. L'aggiornamento è periodico e automatico e ricostruisce completamente la pagina. Se manca una persona in questa lista, sei pregato di non aggiungerla, ma accertati piuttosto che la sua voce biografica contenga il template Bio e che i dati anagrafici siano correttamente compilati. Se il template Bio manca, inseriscilo tu stesso o, in alternativa, metti l'avviso {{tmp\|Bio}} che ne segnala la mancanza. Se i dati riportati sono sbagliati, correggi direttamente la voce biografica; le modifiche saranno visibili in questa lista entro pochi giorni. Per chiarimenti vedi il progetto antroponimi. La lista contiene solo le 152 persone che sono citate nell'enciclopedia e per le quali è stato implementato correttamente il template Bio. Pagina aggiornata al 6 ago 2025. |

Questa è una lista di persone presenti nell'enciclopedia che hanno il nome Richard e sono calciatori.

## A(6)
- Richard Ackon, ex calciatore ghanese (n. 1978)
- Richard Akiana, ex calciatore congolese (Repubblica del Congo) (Brazzaville, n. 1969)
- Pierre Allemane, calciatore francese (Montpellier, n. 1882 - Autreville, † 1956)
- Richard Almeida, calciatore brasiliano (San Paolo, n. 1989)
- Richard Appleby, ex calciatore inglese (Middlesbrough, n. 1975)
- Richard Aquilina, calciatore maltese (n. 1953 - † 2006)

## B(10)
- Richard Rainer Barker, calciatore inglese (Londra, n. 1869 - † 1940)
- Richard, calciatore brasiliano (Barão, n. 1999)
- Richie Blackmore, ex calciatore inglese (Birmingham, n. 1953)
- Richard Blanco, calciatore e giocatore di calcio a 5 venezuelano (La Guaira, n. 1982)
- Richard Boateng, ex calciatore ghanese (Accra, n. 1992)
- Richard Bokatola, ex calciatore congolese (Repubblica del Congo) (Brazzaville, n. 1978)
- Richard Boucher, calciatore e allenatore di calcio francese (Créteil, n. 1932 - Tolosa, † 2017)
- Richard Brousek, calciatore austriaco (n. 1931 - † 2015)
- Richard Bugno, calciatore austriaco (Vienna, n. 1885)
- Richard Buhagiar, ex calciatore maltese (Nuovo Galles del Sud, n. 1972)

## C(5)
- Richard Cadette, ex calciatore inglese (Londra, n. 1965)
- Richard Candido Coelho, calciatore brasiliano (Campinas, n. 1994)
- Richard Catrileo, ex calciatore cileno (Santiago del Cile, n. 1992)
- Richard Celis, calciatore venezuelano (Maracaibo, n. 1996)
- Richard Cooke, ex calciatore inglese (Islington, n. 1965)

## D(10)
- Richard Daddy Owobokiri, ex calciatore nigeriano (Port Harcourt, n. 1961)
- Richard Daniel, ex calciatore papuano (n. 1973)
- Rick Davis, ex calciatore statunitense (Denver, n. 1958)
- Dickie Davis, calciatore inglese (Birmingham, n. 1922 - Bishop's Stortford, † 1999)
- Richard Dixon, ex calciatore panamense (Panama, n. 1992)
- Richard Dorrego, calciatore uruguaiano (Montevideo, n. 1995)
- Richard Duffy, ex calciatore gallese (Swansea, n. 1985)
- Richard Dutruel, ex calciatore francese (Thonon-les-Bains, n. 1972)
- Richard Dürr, calciatore svizzero (San Gallo, n. 1938 - Losanna, † 2014)
- Richard de Oliveira Costa, calciatore brasiliano (San Paolo, n. 1991)

## E(5)
- Richard Eckersley, ex calciatore inglese (Salford, n. 1989)
- Richard Edghill, ex calciatore inglese (Oldham, n. 1974)
- Richard Edwards, ex calciatore giamaicano (Kingston, n. 1983)
- Richard Ekunde, ex calciatore della Repubblica Democratica del Congo (Kinshasa, n. 1982)
- Richard Eromoigbe, ex calciatore nigeriano (Lagos, n. 1984)

## F(5)
- Richard Fernández, calciatore uruguaiano (Juan Lacaze, n. 1996)
- Richard Fischer, calciatore austriaco (n. 1917 - † 1969)
- Richard Forlán, ex calciatore uruguaiano (n. 1950)
- Richard Foster, ex calciatore scozzese (Aberdeen, n. 1985)
- Richard Franco, calciatore paraguaiano (Hernandarias, n. 1992)

## G(8)
- Richard Gadze, calciatore ghanese (Accra, n. 1994)
- Richard Garcia, ex calciatore e allenatore di calcio australiano (Perth, n. 1981)
- Richard Gariseb, ex calciatore namibiano (Okahandja, n. 1980)
- Richard Gedlich, calciatore tedesco (Dresda, n. 1900 - Dresda, † 1971)
- Martín González, calciatore uruguaiano (n. 1994)
- Richard Gottinger, calciatore tedesco (Fürth, n. 1926 - Fürth, † 2008)
- Dick Graham, calciatore e allenatore di calcio inglese (Corby, n. 1922 - Colchester, † 2013)
- Richard Gómez, ex calciatore paraguaiano (n. 1972)

## H(7)
- Richard Hanke, calciatore tedesco (Breslavia, n. 1910 - † 1980)
- Asa Hartford, ex calciatore scozzese (Clydebank, n. 1950)
- Richard Hastings, ex calciatore canadese (Prince George, n. 1977)
- Richard Henyekane, calciatore sudafricano (Kimberley, n. 1983 - Bethlehem, † 2015)
- Richard Herrmann, calciatore tedesco occidentale (Katowice, n. 1923 - Francoforte sul Meno, † 1962)
- Richard Hofmann, calciatore tedesco (Meerane, n. 1906 - Freital, † 1983)
- Richard Daniel Hughes, ex calciatore scozzese (Glasgow, n. 1979)

## I(1)
- Richard Iwai, ex calciatore vanuatuano (n. 1979)

## J(3)
- Richard Jensen, calciatore finlandese (Porvoo, n. 1996)
- Richard Jukl, ex calciatore ceco (Jimramov, n. 1968)
- Richard Jézierski, ex calciatore francese (Reims, n. 1971)

## K(11)
- Dick Keith, calciatore nordirlandese (Belfast, n. 1933 - Bournemouth, † 1967)
- Richard Keogh, ex calciatore inglese (Harlow, n. 1986)
- Richard King, calciatore giamaicano (Clarendon Parish, n. 2001)
- Richard Kingson, ex calciatore ghanese (Accra, n. 1978)
- Richard Kissi Boateng, ex calciatore ghanese (Accra, n. 1988)
- Richard Kohn, calciatore e allenatore di calcio austriaco (Vienna, n. 1888 - † 1963)
- Richard Krawczyk, ex calciatore francese (Aix-Noulette, n. 1947)
- Richard Kreß, calciatore tedesco (Niesig, n. 1925 - † 1996)
- Richard Križan, calciatore slovacco (Plášťovce, n. 1997)
- Richard Kubus, calciatore tedesco (Gliwice, n. 1914 - Uelzen, † 1987)
- Richard Kuthan, calciatore austriaco (n. 1891 - † 1958)

## L(8)
- Richard Justin Lado, calciatore sudsudanese (Khartum, n. 1979)
- Rickie Lambert, ex calciatore inglese (Liverpool, n. 1982)
- Richard Langley, ex calciatore giamaicano (Harlesden, n. 1979)
- Richard Lašík, calciatore slovacco (Bratislava, n. 1992)
- Richard Ledezma, calciatore statunitense (Phoenix, n. 2000)
- Richard Lee, ex calciatore inglese (Oxford, n. 1982)
- Richard Leyton, calciatore cileno (Santiago del Cile, n. 1987)
- Richard Lugo, calciatore paraguaiano (Lambaré, n. 1992)

## M(12)
- Richard Danilo Maciel Sousa Campos, ex calciatore brasiliano (São Luís, n. 1990)
- Dick MacNeill, calciatore olandese (Pasuruan, n. 1898 - Heemstede, † 1963)
- Richard Magyar, ex calciatore e allenatore di calcio svedese (Malmö, n. 1991)
- Richard Malik, calciatore tedesco (Bytom, n. 1909 - † 1945)
- Richard Mariko, calciatore samoano americano (n. 1982)
- Richard Martínez, ex calciatore statunitense (Highland, n. 1989)
- Kule Mbombo, calciatore congolese (Repubblica Democratica del Congo) (Kinshasa, n. 1996)
- Richard Mbulu, calciatore malawiano (Mangochi, n. 1994)
- Richard Menjívar, ex calciatore statunitense (Los Angeles, n. 1990)
- Richard Mina, calciatore ecuadoriano (Guayaquil, n. 1999)
- Richard Mulrooney, ex calciatore statunitense (Memphis, n. 1976)
- Richard Mwanza, calciatore zambiano (Mufulira, n. 1959 - Oceano Atlantico, † 1993)

## N(4)
- Richard Naylor, ex calciatore inglese (Leeds, n. 1977)
- Richard Neudecker, calciatore tedesco (Altötting, n. 1996)
- Richard Núñez, ex calciatore uruguaiano (Montevideo, n. 1976)
- Richard Núñez, calciatore uruguaiano (Montevideo, n. 1997)

## O(7)
- Richard O'Connor, ex calciatore anguillano (Wandsworth, n. 1978)
- Richard Odada, calciatore keniota (Nairobi, n. 2000)
- Richard Oehm, calciatore tedesco (Norimberga, n. 1909 - † 1975)
- Richard Offiong, ex calciatore inglese (South Shields, n. 1983)
- Richard Ofori, calciatore ghanese (Accra, n. 1993)
- Richard Ofori, calciatore ghanese (n. 1993)
- Richard Ortiz, calciatore paraguaiano (Asunción, n. 1990)

## P(8)
- Richard Pacquette, calciatore inglese (Paddington, n. 1983)
- Richard Paredes, calciatore cileno (Puente Alto, n. 1997)
- Richie Partridge, ex calciatore irlandese (Dublino, n. 1980)
- Richard Pellejero, ex calciatore uruguaiano (Montevideo, n. 1976)
- Richard Porta, ex calciatore australiano (Fairfield, n. 1983)
- Richard Prieto, calciatore paraguaiano (Caaguazú, n. 1997)
- Tony Pulis, ex calciatore e allenatore di calcio gallese (Newport, n. 1958)
- Dick Pym, calciatore inglese (Exeter, n. 1893 - Exeter, † 1988)

## Q(1)
- Richard Queck, calciatore tedesco (n. 1888 - † 1968)

## R(9)
- Richard Reynolds, ex calciatore inglese (Looe, n. 1948)
- Dick Roberts, calciatore inglese (Redditch, n. 1878 - Birmingham, † 1931)
- Richard Rojas, ex calciatore boliviano (Cochabamba, n. 1975)
- Dickie Rooks, calciatore e allenatore di calcio inglese (Sunderland, n. 1940 - Sunderland, † 2024)
- Richard Ruakome, ex calciatore salomonese (n. 1985)
- Richard Rufus, ex calciatore inglese (Lewisham, n. 1975)
- Richard Ruíz, calciatore messicano (Jiquipilas, n. 1986)
- Richard Ryan, ex calciatore irlandese (Clonmel, n. 1985)
- Richard Ríos, calciatore colombiano (Vegachí, n. 2000)

## S(15)
- Richard Sadlier, ex calciatore irlandese (Dublino, n. 1979)
- Richard Salinas, calciatore paraguaiano (Asunción, n. 1988)
- Richard Schunke, calciatore argentino (Posadas, n. 1991)
- Richard Shaw, ex calciatore inglese (Brentford, n. 1968)
- Richard Sila, calciatore francese (Massy, n. 1998)
- Richard Sloley, calciatore inglese (Barnstaple, n. 1891 - Bloomsbury, † 1946)
- Richard Smallwood, calciatore inglese (Guisborough, n. 1990)
- Richard Socrier, ex calciatore francese (Parigi, n. 1979)
- Richard Soumah, ex calciatore francese (Créteil, n. 1986)
- Richard Stearman, ex calciatore inglese (Wolverhampton, n. 1987)
- Rico Steinmann, ex calciatore tedesco orientale (Karl-Marx-Stadt, n. 1967)
- Richard Strebinger, calciatore austriaco (Wiener Neustadt, n. 1993)
- Richard Sukuta-Pasu, calciatore tedesco (Wuppertal, n. 1990)
- Richard Sánchez, calciatore statunitense (Mission Hills, n. 1994)
- Richard Sánchez, calciatore paraguaiano (Asunción, n. 1996)

## T(8)
- Richard Tait, calciatore scozzese (Galashiels, n. 1989)
- Richard Tavares, ex calciatore uruguaiano (Salto, n. 1964)
- Richard Taylor, calciatore inglese (Hackney, n. 2000)
- Richard Teberio, ex calciatore svedese (Göteborg, n. 1971)
- Richie Towell, calciatore irlandese (Inchicore, n. 1991)
- Peter Sillett, calciatore inglese (Southampton, n. 1933 - Ashford, † 1998)
- Richard Turner, calciatore britannico (Hornsey, n. 1882 - Worthing, † 1960)
- Richard Tylinski, ex calciatore francese (Noyant-d'Allier, n. 1937)

## V(3)
- Richard Vendura, calciatore namibiano (Rundu, n. 1981 - † 2003)
- Richard Veselý, calciatore boemo (Praga, n. 1881)
- Richard van der Venne, calciatore olandese (Oss, n. 1992)

## W(4)
- Richard Walden, calciatore inglese (Hereford, n. 1948 - Hampshire, † 2009)
- Richard Wilson, ex calciatore inglese (Orphington, n. 1960)
- Richard Windbichler, ex calciatore austriaco (Vienna, n. 1991)
- Richard Wood, calciatore inglese (Ossett, n. 1985)

## Y(1)
- Richard York, calciatore inglese (Birmingham, n. 1889 - Birmingham, † 1969)

## Ž(1)
- Richard Župa, calciatore slovacco (Prešov, n. 1998)